# هوتون کانکوئست
هوتون کانکوئست (به انگلیسی: Houghton Conquest) یک روستا و محله مدنی در بریتانیا است که در Central Bedfordshire واقع شده‌است. هوتون کانکوئست ۱٬۵۱۴ نفر جمعیت دارد.